# Hans Egede

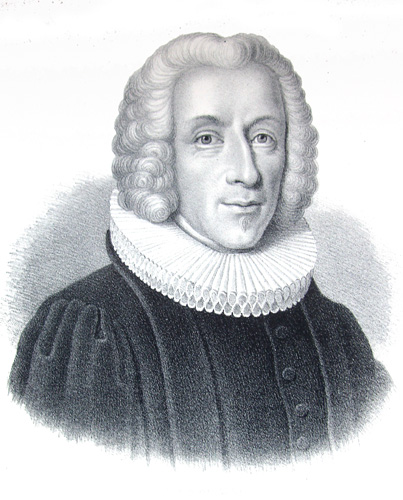
Hans Egede Poulsen

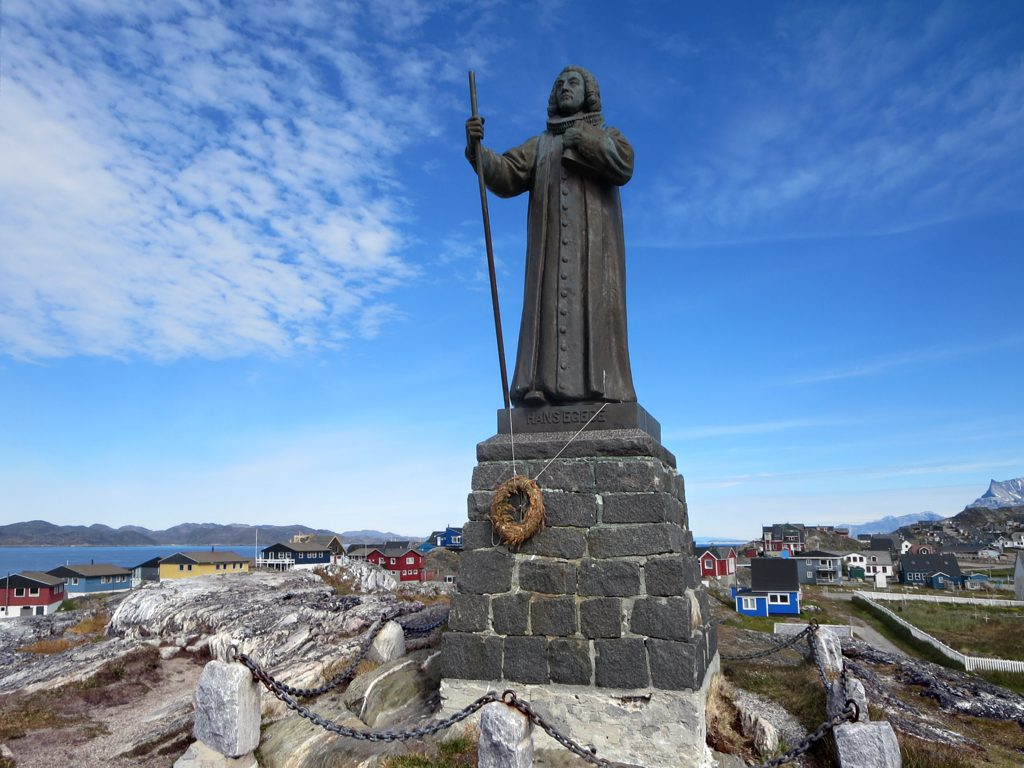
Standbeeld van Hans Egede in Nuuk.

Hans Egede Poulsen (31 januari 1686 - 5 november 1758) was een Deens-Noorse lutherse missionaris die op zending ging naar Groenland, hierdoor verkreeg hij de bijnaam de Apostel van Groenland. Hij verrichtte en bekeerde met succes de Groenlandse Inuit en was een van de eerste Deens-Noorse geïnteresseerden voor het eiland, nadat het contact was verbroken honderden jaren eerder. Hij richtte onder andere de hoofdstad van Groenland Godthåb op, die nu bekendstaat als Nuuk.
Hans Egede werd geboren in het huis van een ambtenaar op het eiland Hinnøy, in Harstad, Noorwegen, honderden kilometers ten noorden van de poolcirkel. Hij was de zoon van een lutherse dominee in Vester op het zuiden van Seeland, Denemarken. Hij werd geschoold door een oom, een predikant bij de lokale Lutherse Kerk. In 1704 vertrok hij naar Kopenhagen om aan de universiteit van Kopenhagen te studeren, hier behaalde hij een bachelor in de theologie. Hij keerde terug naar Hinnøy en in april 1707 werd hij tot priester gewijd en toegewezen aan een parochie op de afgelegen eilandengroep Lofoten. In datzelfde jaar trouwde hij met Gertrud Rasch. Hans en Gertrud zouden vier kinderen krijgen, twee jongens en twee meisjes.
Egede was werkzaam op de Lofoten toen hij verhalen hoorde over de Oudnoorse nederzettingen op Groenland, waarmee het contact al vele jaren geleden verloren was gegaan. In mei 1721, vroeg hij Frederik IV van Denemarken toestemming voor het zoeken naar de kolonie en veronderstelde dat de plaatselijke bevolking op het eiland katholiek was gebleven en dus niet af wist van de Deense reformatie of zelfs het christelijke geloof helemaal verloren had. Frederik gaf toestemming voor het gedeeltelijk herstellen van de kolonie op het eiland.
Verschillende zeilschepen vertrokken vanuit Bergen, Noorwegen op 12 mei 1722, en stuitten op de kust van Groenland op 3 juli. Tijdens de reis hield Egede een dagboek bij over zijn reis naar Groenland, en publiceerde dit. Egede probeerde de oude Vikingkolonie op Groenland terug te vinden, maar hij vond geen overlevenden. De laatste communicatie met deze kolonie was meer dan 300 jaar geleden. Wel vond hij verschillende Inuit-stammen en begon deze te bekeren. Hij bestudeerde de Inuit-taal en vertaalde verschillende christelijke teksten. Dit vereiste enige fantasie omdat de Inuit bijvoorbeeld geen brood kenden. In 1724 doopte hij de eerste kinderen in Godthåb. De inmiddels nieuwe koning Christiaan VI van Denemarken verkondigde in 1730 het bestaan van Groenland aan alle Europeanen. Egede bleef wonen op Groenland, aangemoedigd door zijn vrouw Gertrud. Egedes boek "Det gamle Grønlands nye Perlustration" verscheen in 1729 en werd vertaald in verschillende talen.
Egede stichtte Godthåb (nu Nuuk), dat later de hoofdstad van Groenland werd rond 1728. In 1734 brak er een pokkenepidemie uit, die snel verspreid werd onder de Inuit. Hieraan overleed uiteindelijk ook zijn vrouw Gertrud Egede in 1735. Hans Egede reisde op 9 augustus 1736 met zijn dochters en zijn zoon Niels terug naar Denemarken terwijl zijn andere zoon Paul Egede op Groenland bleef. Hij keerde terug naar Kopenhagen om in 1736 hoofd te worden van een seminarie dat missionarissen opleidt voor Groenland. In 1741 werd hij benoemd tot bisschop van Groenland. Hij schreef een catechismus voor gebruik in Groenland in 1747. Egede overleed op 5 november 1758 op 72-jarige leeftijd bij Falster in Denemarken.

## Zeemonsters
Hans Egede geeft in zijn dagboek een van de oudste beschrijvingen van een zeeslang, die tegenwoordig wordt verondersteld een reusachtige inktvis te zijn. Egede schreef op 6 juli 1734 dat zijn schip langs de kust van Groenland voer toen plotseling iemand aan boord "een verschrikkelijk wezen zag dat lijkt op niets wat eerder werd waargenomen. Het monster hief zijn hoofd zo hoog dat het hoger leek te zijn dan het kraaiennest op de grote mast. Het hoofd was klein en het lichaam was kort en gerimpeld. Het onbekende dier bewoog zich voort, met behulp van gigantische vinnen, door het water. Later zagen de matrozen zijn staart. Het monster was langer dan ons hele schip".